# Prince Louis FC
El Prince Louis Football Club és un club de futbol de la ciutat de Bujumbura, Burundi. El seu nom fa referència a l'heroi de la independència Príncep Louis Rwagasore.

## Palmarès
- Lliga burundesa de futbol: [2]
  - 1976, 2001

- Copa burundesa de futbol: [3]
  - 1992